# ای‌جی نئووا
ای‌جی نئووا (انگلیسی: AG Neovo) شرکت الکترونیک تایوانی است، که در سال ۱۹۷۸ تأسیس شد.